# حمام قوشا
حمام قوشا از آثار مربوط به دوران‌های تاریخی پس از اسلام - دوره قاجار است که در داخل شهر اهر واقع شده است. این اثر در تاریخ ۳۰ بهمن ۱۳۸۶ با شمارهٔ ثبت ۲۱۰۸۴ به‌عنوان یکی از آثار ملی ایران به ثبت رسیده است.